# Secret Agent Man
«Secret Agent Man» es un sencillo compuesto por P. F. Sloan y Steve Barri e interpretado por Johnny Rivers en 1966 para el opening (en los Estados Unidos) de la serie inglesa: Danger Man, la cual fue emitida entre 1964 a 1966. 
Alcanzó el tercer puesto del Billboard Hot 100.

## Trasfondo
Según palabras del compositor Sloan, la cadena CBS tras hacerse con los derechos para emitir Danger Man, solicitaron a varias discográficas una pieza de quince segundos para reemplazar el opening original titulado High Wire. Junto a Barri, quien colaboró en los coros entregaron su maqueta a la cadena. Tras ser elegida, decidieron componer una versión más extensa.
Junto a los compositores y Lou Adler produjeron el sencillo y llamaron a Rivers para que hiciese la función de vocalista. Tras la grabación el tema fue ganando popularidad y en 1966 grabó una edición en directo desde el nightclub Whisky a Go Go, aunque no fue publicada hasta que el equipo de producción le dio los últimos retoques.
El sencillo narra con un riff de guitarra la vida peligrosa que vive un agente secreto, un ejemplo es la estrofa "They've given you a number and taken away your name" (Te dieron un número y te despojaron de tu nombre).